# Valavanur
Valavanur è una suddivisione dell'India, classificata come town panchayat, di 14.037 abitanti, situata nel distretto di Viluppuram, nello stato federato del Tamil Nadu. In base al numero di abitanti la città rientra nella classe IV (da 10.000 a 19.999 persone).

## Geografia fisica
La città è situata a 11° 55' 0 N e 79° 34' 60 E e ha un'altitudine di 75 m s.l.m..

## Società

### Evoluzione demografica
Al censimento del 2001 la popolazione di Valavanur assommava a 14.037 persone, delle quali 7.076 maschi e 6.961 femmine. I bambini di età inferiore o uguale ai sei anni assommavano a 1.503, dei quali 776 maschi e 727 femmine. Infine, coloro che erano in grado di saper almeno leggere e scrivere erano 10.326, dei quali 5.648 maschi e 4.678 femmine.